# Dubravica (comitat de Zagreb)
Pour les articles homonymes, voir Dubravica.
Dubravica est un village et une municipalité située dans le comitat de Zagreb, en Croatie. Au recensement de 2001, la municipalité comptait 1 586 habitants, dont 98,30 % de Croates et le village seul comptait 141 habitants.

## Localités
La municipalité de Dubravica compte 10 localités :
| - Bobovec Rozganski - Donji Čemehovec - Dubravica - Kraj Gornji - Lugarski Breg | - Lukavec Sutlanski - Pologi - Prosinec - Rozga - Vučilčevo |